# Storstockholms Lokaltrafik
Pour les articles homonymes, voir SL.
Storstockholms Lokaltrafik AB, ou SL, est l'autorité organisatrice des transports publics du comté de Stockholm (Stockholms län) en Suède. Cet organisme gère tous les transports publics : trains, métro, tramways, autobus. C'est lui qui définit les services à offrir à la population, concède les droits d'exploitation à des entreprises de transport privées et les subventionne si besoin. Il est également chargé de gérer les différentes infrastructures de transport.
SL a le statut de société anonyme ; son capital est détenu par le conseil régional (Comté du grand Stockholm).